# Krates von Tarsos
Krates von Tarsos (altgriechisch Κράτης Krátēs; † 127/126 v. Chr. in Athen) war ein antiker griechischer Philosoph im Zeitalter des Hellenismus. Er bekannte sich zum Platonismus.

## Leben
Über die Herkunft des Krates ist nur bekannt, dass er aus Tarsos in Kleinasien stammte. Er gehörte der Platonischen Akademie in Athen an. Diese von Platon gegründete Philosophenschule stand spätestens ab 155 v. Chr. unter der Leitung des Karneades, eines berühmten Philosophen.
In der Akademie herrschte damals eine Richtung, die als „jüngere Akademie“ bezeichnet wird. Ihr Merkmal war der Skeptizismus, der prinzipielle Zweifel an der Beweisbarkeit philosophischer Aussagen. Karneades war ein besonders profilierter Vertreter der „akademischen Skepsis“. Auch Krates war sicher Skeptiker, doch ist über seine Philosophie nichts Näheres bekannt und es sind keine von ihm stammenden Schriften erhalten geblieben.
137/136 musste Karneades das Amt des Scholarchen (Schulleiters) aus Gesundheitsgründen abgeben; angeblich war er erblindet. Er übergab die Leitung der Schule einem seiner Schüler, Polemarchos von Nikomedien. Als Polemarchos 131/130 starb, wurde Krates sein Nachfolger. Wahrscheinlich machte Karneades, der weiterhin über eine große Autorität verfügte, bei der Regelung der Nachfolge auch diesmal seinen Einfluss geltend.
Der namhafteste Schüler des Karneades, Kleitomachos, gehörte damals der Akademie nicht mehr an, sondern leitete eine eigene Philosophenschule in Athen, möglicherweise weil zwischen ihm und seinem Lehrer eine Entfremdung eingetreten war. Als Karneades 129/128 starb, kehrte Kleitomachos nach rund elfjähriger Abwesenheit in die Akademie zurück. Er wurde von vielen seiner Schüler begleitet; seine eigene Schule löste er offenbar auf.
Die näheren Umstände von Kleitomachos’ Rückkehr gehen aus den knappen Angaben der Quellen nicht hervor. Offenbar drang er gewaltsam in die Akademie ein und verschaffte sich dort eine maßgebliche Position. Anscheinend wurde aber der amtierende Scholarch Krates nicht abgesetzt oder zum Rücktritt gezwungen, sondern blieb zumindest nominell im Amt. Als Krates 127/126 starb, übernahm Kleitomachos die Leitung der Akademie auch formell.